# Cinsault

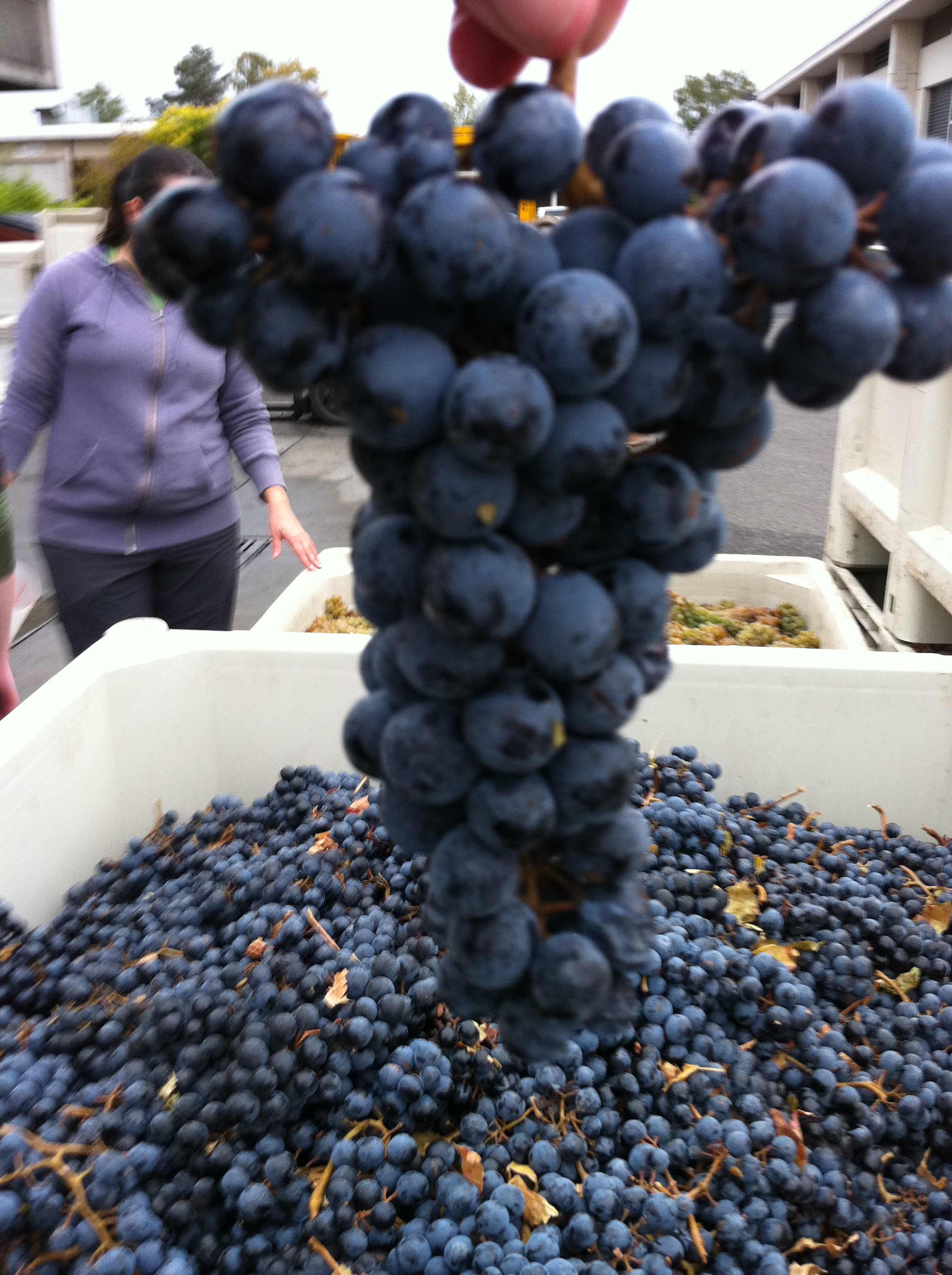
Grono cinsault z amerykańskiej winnicy

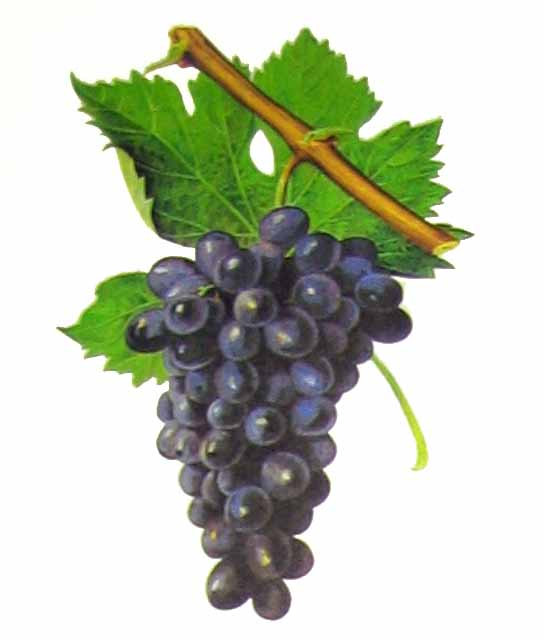
Cinsault - ilustracja z atlasu ampelograficznego

Cinsault (często używany jest homonim cinsaut) – czerwony szczep winorośli wywodzący się z południowej Francji. Przeważnie używany jako surowiec do produkcji win czerwonych i różowych, ale ze względu na dość duże grona jest sprzedawany także jako winogrono deserowe pod nazwą œillade.

## Rozpowszechnienie
We Francji cinsault jest dziewiątą co do obszaru nasadzeń czerwoną odmianą winorośli. Winnice zajmowały w 2010 roku 19 505 ha.
Głównym obszarem upraw jest południe Francji, niemal wyłącznie Langwedocja-Roussillon i południowy wschód, w tym Korsyka. Liczne apelacje uznają cinsault za jedną z odmian podstawowych dla różowych lub czerwonych win, np. Coteaux du Languedoc AOC, Coteaux du Tricastin, Coteaux du Pierrevert, Côtes de Provence, Bellet i Palette.
Cinsault jest jedną z ważniejszych odmian w krajach Maghrebu (Algieria, Tunezja, Maroko), uprawianą na wina czerwone i różowe.
Winnice obsadzone cinsault istnieją także we Włoszech (w regionie Apulia, np. Ostuni DOC), w Republice Południowej Afryki, w Kalifornii (pod nazwą black malvoisie - 55 ha w 2007 roku), w Turcji, Libanie i na mniejszą skalę w innych krajach, w tym nawet w Zimbabwe.
Krzyżówka pinot noir x cinsault, wyhodowana w 1925 roku przez Abrahama Pernaulda z Uniwersytetu w Stellenboschi nazwana pinotage jest jedną z podstawowych odmian w południowoafrykańskim przemyśle winiarskim.

## Charakterystyka
Cinsault należy do kategorii dość wcześnie dojrzewających (ok. 20 dni po gutedel). Plenność odmiany i mało skoncentrowane wina z rozległych winnic na żyznych glebach przyczyniły się do jej złej sławy. Swój pełny potencjał ukazuje na terenach suchych i nieurodzajnych. Odmiana jest odporna na suszę i silny wiatr, ale podatna na mączniaka prawdziwego i rzekomego, szarą pleśń i eutypiozę.
Odmiana jest ważnym składnikiem win kupażowanych (cuvées), w tym np. słynnego châteauneuf-du-pape. Często łączona z grenache, do której wnosi finezję, owocowość i pełny kolor. W winach różowych doceniany jest jej kwiatowy aromat. Niektórzy producenci oferują wino jednoszczepowe.

## Synonimy
Badacze zarejestrowali aż 100 synonimów dla nazwy cinsault: black malvoisie, black prince, blue imperial, boudalès, bourdalès, bourdales kek, bourdelas, budales, calabre, chainette, cincout, cing-saou, cinsanet, cinquien, cinq-sao, cinq-saou, cinq-saut, cinqsaut, cinquien, cinsanet, cinsaut couché, cubilier, cubillier, cuviller, cuvillier, espagne, espagnen, espagnin noir, espagnol, froutignan, grappu de la dordogne, gros de lacaze, gros marocain, hermitage (zwłaszcza w RPA), imperial blue, kara takopoulo, madiran, madiran du portugal, malaga, malaga kek, malaga morterille noire, malvoise, marocain, marroquin, marrouquin, maurange, mavro kara, mavro kara melkii, milhau, milhaud du pradel, morterille, morterille noire, moustardier noir, navarro, negru de sarichioi, œillade (jako winogrono deserowe), œillade noir, ottavianello (przede wszystkim w Apulii we Włoszech), ottaviano, ottavianuccia, ottavinello, pampous, papadou, passerille, passerille senso, pedaire, petaire, picardan, picardan noir, piede di colombo, piede di palumbo, piede rosso, piqepoul, piquepoul d’uzés, pis de chèvre, pis de chèvre rouge, plant d’arles, plant d’arles boudales, plant de broqui, plant de broquies, poupe de crabe, poupo de crabo, pousse de chèvre, pousse de chèvre rouge, prunaley, prunelard, prunelas, prunella, prunellas, prunellas noir, salerne, samson, senso, sensu, sinso, strum, takopulo kara, ulliade, ulliaou oraz west's white prolific.